# Дуловка (Псковская область)
Дуловка — деревня в Островском районе Псковской области. Входит в состав Островской волости.
Расположена в 20 км к северу от города Остров, на автодороге и соответствующем участке железной дороги Псков — Остров.

## Население
| 2001 | 2002 | 2010 |
| ---- | ---- | ---- |
| 312  | ↘236 | ↗247 |

Численность населения деревни по состоянию на 2000 год составляет 312 жителей.

## История
До 2005 года деревня входила в состав ныне упразднённой Дуловской волости в качестве её административного центра, до 2015 года — в состав Волковской волости. С 2015 года — в составе Островской волости.